# Aimon II de Miolans
Aimon de Miolans dit d'Urtières († 1334) est un prélat du début du XIVe siècle, évêque de Maurienne, sous le nom Aimon II, seigneur d'Urtières et de La Serraz, issu de la famille noble de Miolans.
Il est désigné, selon la tradition, sous la forme Aimon II ou encore Aymon d'Urtières, pour le distinguer d'Aimon Ier de Miolans, également évêque de Maurienne (1273-1301).

## Biographie

### Origines
Aimon (ou Aymon) de Miolans est le fils du seigneur Antelme/Anthelme d'Urtières et de dame Alaysie. Il appartient à une branche des Miolans, les seigneurs d'Urtières.
Aimon de Miolans est membre du Chapitre de la cathédrale de Saint-Jean-de-Maurienne, lorsque décède l'évêque Amblard d'Entremont, après Pâques 1308. Le collège le désigne comme successeur à la tête du diocèse de Maurienne, d'après le Angley, vers la fin de l'année 1308. Un compte de la châtellenie de Maurienne de 1308-1309 précise que le prince Édouard est présent pour son élection. La lettre de dépense est donnée à Fourneaux le samedi après l'Ascension 1308, ce qui laisse entendre qu'Aimon de Miolans aurait été élu autour du 25 mai 1308 soit très peu de temps après la mort d'Amblard d'Entremont.

### Premières années d'épiscopat
En 1310, il accueille dans son palais Henri VII de Luxembourg, qui se rend à Rome, pour recevoir la couronne impériale, accompagné du comte de Savoie. Le chanoine Angley le donne comme participant au Concile de Vienne convoqué par le pape Clément V, sans pour autant apporter de preuve de sa présence. La période de son épiscopat comprise entre l'année 1312 et l'année 1322 reste inconnue.

### Les révoltes des Arves
À partir de cette date, le territoire où s'applique le pouvoir temporel de l'évêque est parcouru de diverses tensions, peut être plus anciennes. Celles-ci prennent notamment naissances dans la comparaison du bien vivre entre les sujets de l'évêque et ceux voisins appartenant au comte de Savoie, mais surtout de concurrence entre les deux pouvoirs. En effet, si la vallée de la Maurienne, correspondant à la vallée de l'Arc, relève du pouvoir spirituel de l'évêque, elle est divisée politiquement entre lui, le comte de Savoie et la maison de La Chambre, qui porte le titre de vicomte de Maurienne (pour le contexte lire notamment « Châtellenie de Maurienne »). Ainsi en 1322, une partie des habitants de Saint-Martin-d'Arc et de Valmeinier conteste l'autorité épiscopale. À la suite d'une transaction du 3 juin 1322, les fiefs relevant des seigneurs de Miolans dans ces paroisses passent sous l'autorité de l'évêque. Toutefois, les entrelacs des vassalités faisaient qu'une partie d'entre-eux relevaient du pouvoir comtal. Adolphe Gros, chanoine et historien notamment spécialisé de la Maurienne, note que « cet acte est mal interprété par la plupart des historiens savoisiens. Au lieu d'une simple querelle entre seigneurs, ils y ont vu une insubordination des communiers contre l'autorité de l'évêque ».
Dans une charte du 28 janvier 1325, il accorde des libertés à ses sujets de la Terre épiscopale, afin d'apaiser les différentes tensions qui la parcourent,. Il a fait convoquer notamment les syndics afin de promulguer « plusieurs articles de lois concernant la liberté testamentaire, les droits de succession, la diminution du nombre des impôts, la garantie des libertés individuelles. »,. Malgré tout, durant l'été l'année suivante éclate une jacquerie sur la rive gauche de l'Arc, avec notamment certaines exactions commises à l'encontre des hommes de l'évêque,. Celles-ci sont plus importantes dans l'Arve — territoire comprenant les communes de Saint-Jean-d'Arves et Saint-Sorlin-d'Arves —, qui donna son nom aux — révoltes des Arves —,. Le déroulement est partiellement connu grâce au traité signé le 2 février 1327 entre l'évêque et le comte. Des paysans du bassin de l'Arvan se soulèvent, « exaspérés par l'oppression fiscale et les « injustes vexations » commises par des agents de l'évêque de Maurienne ». Les habitants s'attaquent notamment à la maison forte que possède l'évêque à Saint-Jean-d'Arves et où il se trouve en compagnie de son frère et de sa suite,. L'évêque s'échappe de sa demeure. Une armée d'Arvains en colère fond sur la ville épiscopale de Saint-Jean-de-Maurienne, et aux dires de l'évêque, s'attaquant et brûlant une église et son clocher, détruisant « la maison épiscopale par la violence et l'incendie, [fracturant et pillant] les maisons de certains chanoines qui étaient dans ce même lieu ». On déplore des morts. Cependant, si la réalité de certaines exactions est bien attestée, en particulier par les comptes de la châtellenie de Maurienne, elles ne semblent pas aussi importantes que celles évoquées par le seul témoignage de l'évêque rapporté dans le traité de Randens. L’évêque se réfugie alors dans la collégiale Sainte-Catherine de Randens, à proximité d'Aiguebelle,, auprès du comte de Savoie. Aimon de Miolans, malgré plusieurs tentatives de négociations, se retrouve sans moyens de s'opposer à cette révolte et se doit de faire appel au comte de Savoie, seul pouvoir séculaire d'importance, pour le secourir et préserver ses intérêts,.
L'évêque doit se résoudre, le 2 février 1327, à signer un traité avec le comte Édouard de Savoie, venu à son secours. Le comte lui promettant de lui rendre son siège, de lui faire recouvrer ses droits temporels mais aussi de châtier les insurgés, mais sous condition. Le traité, dit traité d'association, met en place un territoire constitué de fiefs communs aux deux souverains. Cet acte marque surtout, désormais, l'ascendance du comte sur la Maurienne. Les historiens considèrent que « Le comte était seul bénéficiaire de la révolte, il est logique de penser qu'il a pu en être l'instigateur,
promettant aux sujets de l'évêque plus de libertés s'il était leur seigneur, quitte à les abandonner ensuite à leur sort ». Les révoltés de l'Arve seront plus tard châtiés, certains s'enfuiront dans le Dauphiné voisin.

### Fin de son épiscopat
Aimon de Miolans intervient dès lors dans des arbitrages ou comme témoins concernant le comte de Savoie (1324, 1329, 1333).
Il baptise le futur comte Amédée VI, fils du comte Aymon de Savoie, le 11 janvier 1334,.
Aimon de Miolans meurt le 11 décembre 1334. Son corps est enseveli au pied l'autel de Sainte Thècle de la cathédrale Saint-Jean-Baptiste.
Le Chapitre désigne un neveu, Anthelme (II) de Clermont (†1349), pour lui succéder.
Selon le chanoine Gros, « Aymon d'Urtières fut pour les sujets de son minuscule État le souverain le plus paternel et le plus libéral, et en même temps le plus méconnu et le plus calomnié ».